# Ardisia lurida
Ardisia lurida är en viveväxtart som beskrevs av Carl Ludwig von Blume. Ardisia lurida ingår i släktet Ardisia och familjen viveväxter. Inga underarter finns listade i Catalogue of Life.